# Productiefactor
Een productiefactor is datgene wat van invloed is op de productie, dat wat de productie mogelijk maakt of bepaalt.

## De productiefactoren
In de economische wetenschap worden traditioneel drie productiefactoren onderscheiden:
- land of natuurlijke hulpbronnen;
- arbeid en
- kapitaal.

De productiefactor ondernemerschap wordt soms ook tot de productiefactoren gerekend. Bovendien is er discussie gaande om nog een productiefactor toe te voegen, namelijk kennis.
Productie is de combinatie van productiefactoren met als doel het voortbrengen van een product – een goed of een dienst.

### Primaire en afgeleide productiefactoren
Natuur en arbeid zijn de oorspronkelijke productiefactoren, deze zijn vanaf het allereerste begin met menselijke productie verbonden. Kapitaal is een afgeleide productiefactor, deze moet eerst met behulp van natuur en arbeid (en eventueel ander kapitaal) vervaardigd worden.
De productiefactor land omvat cultuurland voor de landbouw en bosbouw en alle natuurlijke rijkdommen en natuurkrachten, grond- en delfstoffen, ruimte, enzovoort.
Arbeid omvat zowel lichamelijke als geestelijke menselijke werkzaamheid, gericht op het voortbrengen van goederen en het verwerven van inkomen.
Kapitaal is het totaal van kapitaalgoederen in een maatschappij. Kapitaal- of productiegoederen worden gebruikt om andere goederen te produceren, de productiemiddelen.

### Overige productiefactoren
Ondernemen, ondernemersactiviteit of management, worden door sommige economen als afzonderlijke productiefactoren aangemerkt. De ondernemer is degene die — in de ondernemingsgewijze productie — de productiefactoren kapitaal, natuur en arbeid combineert en daarbij een ondernemersrisico loopt. Meestal wordt ondernemersactiviteit echter tot de productiefactor arbeid gerekend.
Ook zijn er economen, informatiewetenschappers en ICT'ers die kennis als vierde productiefactor zien. Door de toenemende complexiteit van producten en de noodzaak tot differentiatie zou levensvatbare productie niet meer mogelijk zijn zonder de kennisinput van de werknemers. De kenniseconomie is hierom gecentreerd.
Informatie wordt ook wel gezien als productiefactor. Reden daarvoor is dat organisaties steeds afhankelijker van elkaar worden. Onderlinge communicatie is zo belangrijk geworden dat een organisatie te allen tijde de juiste informatie moet hebben om naar behoren te kunnen functioneren. Om deze reden is informatie van werkelijk strategische waarde voor een organisatie en wordt daarom soms als een productiefactor benoemd.

## Primair inkomen
Het gebruik van een productiefactor in de productie levert voor de eigenaar van die productiefactor inkomen op, het primair inkomen. Elke soort productiefactor ontvangt een eigen soort beloning:
| productiefactor                                                                 | beloning (primair inkomen)                                                              |
| Land / natuurlijke hulpbronnen                                                  | grondrente, pacht en de huuropbrengst van andere natuurlijke hulpbronnen (Engels: rent) |
| Arbeid                                                                          | loon                                                                                    |
| Kapitaal                                                                        | interest                                                                                |
| En voor de productiefactor die door sommige economen wordt onderscheiden geldt: |                                                                                         |
| Ondernemerschap                                                                 | winst                                                                                   |

Economen die ondernemen niet als vierde productiefactor onderscheiden beschouwen winst als een restinkomen, dat na productie en verkoop overblijft nadat de andere productiefactoren beloond zijn.

## Prijsvorming van productiefactoren
Een van de vraagstukken in de economische wetenschap is dat van de prijsvorming van productiefactoren. Het Handboek Economie van Paul Samuelson wijdt aan dit onderwerp zes van de 42 hoofdstukken.
De vragen die hier aan de orde zijn luiden:
- wat bepaalt de hoogte van de lonen, de interest, de grondrente en de winsten?
- aan wie valt welk gedeelte van de (geldelijke) opbrengst van de productie toe?
- zijn er wetmatigheden die deze verdeling van primaire inkomens bepalen?
- is de inkomensverdeling in de samenleving een economische noodzaak of is er sprake van uitbuiting? (Marx)

## Productietheorie
In de productietheorie wordt de relatie onderzocht tussen productiefactoren en product. Een belangrijke rol hierin speelt de productiefunctie: deze geeft het verband weer tussen de hoeveelheid ingezette productiefactor en de hoeveelheid product, ofwel de (fysieke) opbrengst.

## Toe- en afnemende meeropbrengsten
De wet van de toe- en afnemende meeropbrengsten — ook wel: de wet van de afnemende (fysieke) meeropbrengst — is een befaamde formulering van een technisch-economische relatie tussen productie-input (een productiefactor) en output (product):
Indien aan een constant gehouden hoeveelheid van een productiefactor successievelijk eenheden van een variabele productiefactor worden toegevoegd, zal de productie eerst meer dan evenredig stijgen, maar voorbij een bepaald punt minder dan evenredig en mogelijk zal deze ten slotte zelfs dalen.
In het leven van alledag wordt dit de Wet van de toenemende (relatieve) kosten genoemd. De wet verklaart onder andere de concave (holle) vorm van de productie transformatiecurve.
Waar tot nu toe ervan uit werd gegaan dat deze wet slechts van toepassing was op productie, blijkt hij ook steeds vaker van toepassing op uit de pas lopende honoreringssystemen.